# Europese kampioenschappen judo 1967
De Europese kampioenschappen judo 1967 werden van 11 tot en met 13 mei 1967 gehouden in Rome, Italië. 

## Resultaten
| Gewichtsklasse | Goud              | Zilver               | Brons                          |
| -------------- | ----------------- | -------------------- | ------------------------------ |
| – 63 kg        | Sergei Suslin     | Gustaaf Lauwereins   | George Glass Nikolai Kozitsky  |
| – 70 kg        | Armand Desmet     | Eddy van der Pol     | Tonny Jonkman Joachim Schröder |
| – 80 kg        | Vladimir Pokataev | George Kerr          | Patrick Clement Brian Jacks    |
| – 93 kg        | Peter Herrmann    | Pierre Albertini     | Ray Ross Boris Mischenko       |
| + 93 kg        | Willem Ruska      | Anzor Kibrotsashvili | Vasili Usik Klaus Hennig       |
| Open           | Anton Geesink     | Anzor Kiknadze       | Klaus Hennig Willem Ruska      |

## Medailleklassement
| Plaats | Land                           | Goud | Zilver | Brons | Totaal |
| 1      | Sovjet-Unie                    | 2    | 2      | 3     | 7      |
| 2      | Nederland                      | 2    | 1      | 2     | 5      |
| 3      | Frankrijk                      | 1    | 1      | 1     | 3      |
| 4      | Bondsrepubliek Duitsland       | 1    | –      | –     | 1      |
| 5      | Verenigd Koninkrijk            | –    | 1      | 3     | 4      |
| 6      | België                         | –    | 1      | –     | 1      |
| 7      | Duitse Democratische Republiek | –    | -      | 3     | 3      |
|        | Totaal                         | 6    | 6      | 12    | 24     |